# Seznam fotbalových stadionů ve Skotsku
Toto je seznam fotbalových stadionů ve Skotsku, seřazených podle kapacity:
| Pořadí | Jméno stadionu            | Kapacita | Domácí klub/tým              |
| ------ | ------------------------- | -------- | ---------------------------- |
| 1      | Celtic Park               | 60,355   | Celtic                       |
| 2      | Hampden Park              | 52,025   | Queen's Park a Skotsko       |
| 3      | Ibrox Stadium             | 51,082   | Rangers                      |
| 4      | Pittodrie Stadium         | 22199    | Aberdeen                     |
| 5      | Rugby Park                | 18128    | Kilmarnock                   |
| 6      | Easter Road               | 17500    | Hibernian                    |
| 7      | Tynecastle Stadium        | 17400    | Hearts                       |
| 8      | Meadowbank Stadium        | 16000    | Edinburgh City*              |
| 9      | Tannadice Park            | 14209    | Dundee United                |
| 10     | Fir Park                  | 13742    | Motherwell                   |
| 11     | Firhill Stadium           | 13079    | Partick Thistle              |
| 12     | Somerset Park             | 12175    | Ayr United                   |
| 13     | Dens Park                 | 12085    | Dundee                       |
| 14     | Cappielow                 | 12011    | Morton                       |
| 15     | East End Park             | 11998    | Dunfermline                  |
| 16     | St. Mirren Park           | 10800    | St Mirren                    |
| 17     | McDiarmid Park            | 10673    | St Johnstone                 |
| 18     | Excelsior Stadium         | 10171    | Airdrie United               |
| 19     | Starks Park               | 10104    | Raith Rovers                 |
| 20     | Almondvale                | 10000    | Livingston                   |
| 21     | Broadwood Stadium         | 8000     | Clyde                        |
| 22     | Caledonian Stadium        | 7500     | Inverness Caledonian Thistle |
| 23     | Gayfield Park             | 6488     | Arbroath                     |
| 24     | Palmerston Park           | 6412     | Queen of the South           |
| 25     | Falkirk Stadium           | 6400     | Falkirk                      |
| 26     | Mosset Park               | 6000     | Forres Mechanics*            |
| 27     | Victoria Park             | 5800     | Ross County                  |
| 28     | Stair Park                | 5600     | Stranraer                    |
| 29     | New Douglas Park          | 5396     | Hamilton                     |
| 30     | Station Park              | 5177     | Forfar Athletic              |
| 31     | Victoria Park             | 5000     | Buckie Thistle*              |
| 32     | Central Park              | 4370     | Cowdenbeath                  |
| 33     | Shielfield Park           | 4131     | Berwick Rangers              |
| 34     | Dudgeon Park              | 4000     | Brora Rangers*               |
| 35     | Balmoor                   | 4000     | Peterhead                    |
| 36     | Glebe Park                | 3960     | Brechin City                 |
| 37     | Borough Briggs            | 3927     | Elgin City                   |
| 38     | Forthbank Stadium         | 3808     | Stirling Albion              |
| 39     | Ochilview Park            | 3776     | Stenhousemuir                |
| 40     | Links Park                | 3292     | Montrose                     |
| 41     | Recreation Park           | 3142     | Alloa Athletic               |
| 42     | Grant Street Park         | 3000     | Clachnacuddin*               |
| 43     | Raydale Park              | 2200     | Gretna                       |
| 44     | Strathclyde Homes Stadium | 2050     | Dumbarton                    |
| 45     | Bayview Stadium           | 2000     | East Fife                    |
| 46     | Firs Park                 | 1880     | East Stirlingshire           |
| 47     | Cliftonhill               | 1249     | Albion Rovers                |

'*'Pozn: Není ligový klub.